# Wessel Ganzevoort
Johan Wessel (Wessel) Ganzevoort (Zwolle, 11 september 1946) is een Nederlands bedrijfskundige, organisatieadviseur en hoogleraar Organisatiedynamiek en Innovatie aan de Universiteit van Amsterdam.

## Levensloop
Ganzevoort groeide op in Haarlem, waar hij van 1965 tot 1967 de HBS volgde aan het Eerste Christelijk Lyceum. Van 1965 tot 1967 studeerde hij bedrijfskunde aan Nijenrode. Na zijn diensttijd studeerde hij naast zijn werk economie aan de Vrije Universiteit, waar hij in 1973 zijn kandidaats behaalde. Van 1976 tot 1980 volgde hij een doctoraal andragologie aan de Universiteit van Amsterdam. Als een echte professional is hij zich blijven bijscholen op het gebied van informatica, strategie en communicatie. In dit kader begon hij in 1996 aan een opleiding transpersoonlijke psychologie.
In 1970 ging Ganzevoort aan de slag als organisatieadviseur bij Klynveld Kraayenhof & Co. (KKC), tegenwoordig KPMG. In 1983 werd hij lid van de maatschap, en vervulde verder verschillende managementfuncties. Zo was hij vanaf 1991 directievoorzitter van KPMG Management Consulting, de consultingtak van KPMG. Namens KPMG was hij van 1994 tot 1996 voorzitter van de Raad van Organisatie-Adviesbureaus. Tot 1999 was hij directeur KPMG Inspire Foundation.
Sinds 1982 startte Ganzevoort ook in het onderwijs als docent organisatie-ontwerp bij de Stichting Interacademische Opleiding Organisatiekunde. In 1989 werd hij hoogleraar Organisatiedynamiek- en Innovatie aan de Universiteit van Amsterdam.
Ganzevoort heeft verder vele bestuursfuncties en commissariaten vervuld, waaronder bij GeoDelft, Waterloopkundig Laboratorium, De Baak, Orde van organisatiekundigen en -adviseurs (Ooa), Theatergroep De Kern, SIRE en Fondation Constant.

## Publicaties
- 1980. Organisatie en informatie-ontwikkeling. Met A. van der Heijden. Handboek en praktijkboek. Stenfert Kroese.
- 1999. Organiseren als menselijk leven : contouren van een nieuw paradigma. Vossiuspers AUP.
- 2003. Spiritualiteit in leiderschap : een verkenning van de betekenis van spiritualiteit voor leiderschap in organisaties. Titus Brandsma Instituut.

## Quotes
- "Veel veranderingsprogramma's geven een impliciete of expliciete veroordeling van het verleden. Dat is niet alleen kwetsend voor de mensen die dat verleden hebben gemaakt, maar doet ook tekort aan de waarde die is gecreëerd."[2]

- "Ondernemingen met een ziel kunnen reïncarneren. Zoals IBM, dat de grootste transformatie uit de historie heeft gemaakt. Van mainframe naar pc en van hardware naar software en consultancy. Ze flikten het, omdat bij IBM een ongelooflijke culturele hechtheid heerst, die een goede basis vormt om andere, nieuwe dingen te doen. NOKIA idem. Die zijn ooit begonnen in bosbouw!"[3]

Over Ganzevoort
- "Wessel Ganzevoort (stelde) dat, ondanks de teloorgang van de grote verhalen, niet alleen de belangstelling voor spiritualiteit is toegenomen, maar ook die voor leiderschap".[4]